# Хьюстон (округ, Джорджия)
Хьюстон, также Ха́устон (англ. Houston County) — округ штата Джорджия, США. Население округа на 2000 год составляло 110 765 человек. Административный центр округа — город Перри.

## История
Округ Хьюстон основан в 1821 году.

## География
Округ занимает площадь 976,4 км².

## Демография
Согласно Бюро переписи населения США, в округе Хьюстон в 2000 году проживало 110 765 человек. Плотность населения составляла 113.4 человек на квадратный километр.